# Shipwreck Kelly
John Simms „Shipwreck“ Kelly (* 8. Juli 1910 in Simstown, Washington County, Kentucky; † 17. August 1986 in Lighthouse Point, Florida) war ein US-amerikanischer American-Football-Spieler. Er spielte in der National Football League (NFL) bei den New York Giants und den Brooklyn Dodgers. Kelly war langjähriger Mitbesitzer der Dodgers.

## Leben

### Jugend
John Kelly wuchs als Sprössling einer wohlhabenden Familie in Springfield auf. Er wurde von seinen Großeltern erzogen, nachdem seine Mutter verstorben war. Bereits auf der High School spielte er American Football. Nach seinem Schulabschluss studierte er zunächst für ein Jahr an einem konfessionellen College, kehrte aber kurz danach nach Springfield zurück, da er kaum Einsatzzeit in der College-Football-Mannschaft erhielt. Er setzte 1929 sein Studium an der University of Kentucky fort.

### Collegekarriere
Shipwreck Kelly spielte auch für die Mannschaft aus Kentucky American Football. Er spielte überwiegend als Runningback. Kelly galt als Exzentriker und Lebemann. Zu seinem Studienantritt fuhr er mit einem Chauffeur vor. Er hatte die Angewohnheit vor dem Beginn eines Spiels eine Pressekonferenz abzuhalten. Erst wenn im Stadion der "Kentucky Wildcats" mindestens 12.000 Zuschauer saßen, war er bereit sich warm zu machen. Trotzdem war er bei seinen Gegenspielern aufgrund seiner harten Spielweise gefürchtet. Seinen Spitznamen erhielt er nach dem ehemaligen Seemann Alvin "Shipwreck" Kelly, der während der Jugendzeit von John Kelly als Pfahlsitzer in den USA Berühmtheit erlangte und am Studienort von John Kelly in Lexington einen Gastauftritt hatte. Auf dem College traf er auf Ralph Kercheval, mit dem er später auch bei den Brooklyn Dodgers zusammen spielen sollte. Aufgrund seiner sportlichen Leistungen wurde er von der University of Kentucky in den Jahren 1929 bis 1931 ausgezeichnet.

### Profikarriere
Nach seinem Studium wurde Kelly Bankangestellter in New York City. Nach zwei Wochen entschloss er sich an einem Probetraining der New York Giants teilzunehmen. Er erhielt einen Spielervertrag und spielte für ein Jahr für die von Steve Owen trainierten New York Giants. Die Saison verlief weder für Kelly, der als Quarterback auflief, noch für seine Mannschaft erfolgreich und er wechselte danach zu den Brooklyn Dodgers, die er zusammen mit Chris Cagle, einem Mitspieler bei den Giants, für einen Kaufpreis von 25.000 US-Dollar auch käuflich erwarb. Bei den Dodgers stand das spätere Mitglied in der Pro Football Hall of Fame Benny Friedman als Quarterback unter Vertrag. 1933 war das erfolgreichste Jahr von Kelly in der NFL. Er fing 22 Pässe von Friedman und erzielte damit drei Touchdowns. Die Anzahl der gefangenen Pässe stellte eine NFL-Jahresbestleistung dar. Mit Hilfe von Fullback Ollie Sansen gelangen ihm zudem noch 274 Yards Raumgewinn durch Laufspiel. Diese Leistung brachte ihm auch die Wahl zum All-Pro ein. Nach der Saison 1934 trat Kelly zunächst nicht mehr als Spieler der Dodgers in Erscheinung. Als Teambesitzer gelang ihm die Verpflichtung von namhaften Spielern, neben Kercheval konnte Kelly auch die Starspieler Ace Parker, Perry Schwartz, Pug Manders, Red Badgro oder Frank Kinard an das Team zu binden. Shipwreck Kelly selbst trat vorerst nicht mehr als Spieler in Erscheinung, er wurde vielmehr zum Teil der New Yorker High Society. Im Jahr 1937 spielte er noch zweimal für die Dodgers, verfolgte danach seine Spielerkarriere nicht mehr weiter.

### Nach der Spielerlaufbahn
Im Jahr 1941 heiratete Kelly in New York City Brenda Frazier, eine Debütantin aus einer wohlhabenden Bostoner Familie. Während des Zweiten Weltkriegs arbeitete er als FBI-Agent in Lateinamerika. Bis 1945 blieb er Besitzer der Dodgers. Nach seiner Scheidung im Jahr 1956 heiratete er erneut. Als Immobilienmakler in Florida wurde er mehrfacher Millionär. Shipwreck Kelly starb an einem Schlaganfall im Alter von 76 Jahren und ist auf Saint Dominics Cemetery in Springfield beerdigt.

## Ehrungen
Shipwreck Kelly wurde einmal zum All-Pro gewählt und ist Mitglied in der Kentucky Athletic Hall of Fame.